# Homare Okamura
Homare Okamura (岡村ほまれ) es una cantante de pop, bailarina y modelo japonés bajo la agencia de Hello! Project como miembro de la 15.ª generación de Morning Musume.

## Biografía
Homare Okamura nació el 9 de mayo de 2005 en Tokio, Japón.
Antes de audicionar para Morning Musume, fue modelo para la marca de moda para niñas JENNI desde al menos 2014 a 2017  y para la marca de moda para adolescentes INGNI First en 2018. 
Homare también se inscribió en la escuela de danza Tamakko Bubbles, a través de la cual fue elegida como bailarina en un comercial de televisión para el recuerdo "Kotabe" de Otabe, una empresa de confitería de Kioto, en noviembre de 2015. 
Del 28 de abril al 6 de mayo de 2018, actuó en la producción teatral de la compañía Geo Lovelys ~ Kimi no Mayoi Michi ~ en Team Yume como el personaje Kuno Risako.
En el verano de 2019, Okamura audicionó para Morning Musume'19 Audition y tener la oportunidad de unirse al grupo, audición que pasó con éxito.

## Álbumes
- 16th ~That’s J-POP~ (2021)

## Singles
- KOKORO&KARADA/ LOVEpedia/ Ningen Kankei no Way Way (2020)
- Junjou Evidence / Gyuusaretai Dake na no ni (2020)
- Teenage Solution / Yoshi Yoshi Shite Hoshii no / Beat no Wakusei (2021)
- Chu Chu Chu Bokura no Mirai / Dai ・ Jinsei Never Been Better! (2022)
- Swing Swing Paradise / Happy birthday to Me! (2022)
- Suggoi FEVER! / Wake-up Call ~Mezameru Toki~ / Neverending Shine (2023)